# Cirera (Odèn)
Cirera és una masia situada al municipi d'Odèn, a la comarca catalana del Solsonès. Masia tradicional de la comarca, se'n troben referències des de l'any 1234.
Està ubicada per sobre dels 970 metres, entre la rasa de la Font i la rasa de Cirera, a l'est de la serra homònima, i a tocar de la mateixa font de Cirera.